# Wagrain
Wagrain è un comune austriaco di 3 078 abitanti nel distretto di Sankt Johann im Pongau, nel Salisburghese; ha lo status di comune mercato (Marktgemeinde). Stazione sciistica, ha ospitato tappe della Coppa Europa e numerose gare nazionali.